# Daumantas Lapinskas
Daumantas Lapinskas (*  17. März 1975 in Vilnius) ist ein litauischer Manager, ehemaliger Politiker, stellvertretender Wirtschaftsminister Litauens.

## Leben
Nach dem Abitur an der 56. Mittelschule Vilnius absolvierte er von 1993 bis 1997 das Bachelorstudium der Finanzen an der Vilniaus universitetas sowie von 1997 bis 1999 das Masterstudium der Wirtschaft an der Brandeis University (USA), mit Edmund S. Muskie-Stipendium.
Von 1995 bis 1997 arbeitete er bei "Tauro bankas", 1998 bei „Summit Systems, Inc.“ in New York, von 1999 bis 2000 bei „CA-IB Investmentbank AG“ (Bank Austria Creditanstaltgruppe) als Finanzanalytiker, von 2000 bis 2006 bei European Bank for Reconstruction and Development in London, von 2007 bis 2009 bei „Georgian Financial Company, LLC“ in Tbilissi, 2009 bei UAB „Investicijų ir verslo garantijos“, von 2009 bis 2010 Ministerberater, Vom September 2010 bis 2012 stellvertretender Wirtschaftsminister Litauens, Stellvertreter des Ministers Dainius Kreivys im Kabinett Kubilius II. Seit 2013 ist er Vorstandsmitglied und Deputy CEO bei AB Avia Solutions Group.